# Guido de Lavezaris

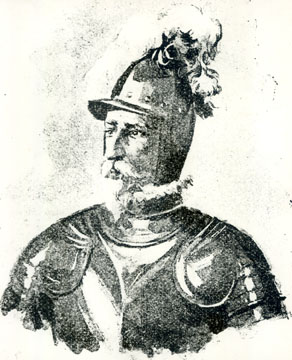
Lavezaris afgebeeld door een onbekende kunstenaar

Guido de Lavezaris was een Spaans koloniaal bestuurder en de tweede gouverneur-generaal van de Filipijnen.
Lavezaris nam deel aan de expeditie van Ruy López de Villalobos in 1542. In 1564 werd hij benoemd als schatkistbewaarder van de expeditie van Miguel López de Legazpi. De audiencia van Nieuw-Spanje had hem door middel van een verzegelde enveloppe benoemd tot opvolger van Legazpi, na diens dood..
Toen Legazpi op 20 augustus 1572 overleed, volgde Lavezaris hem zodoende op als gouverneur-generaal. Hij gaf Juan de Salcedo in 1573 opdracht om Ilocos te veroveren en om daar de stad Fernandina (het huidige Vigan City) te vestigen. In datzelfde jaar beval hij de verovering van Camarines. In 1574 werd onder zijn leiding de stad Manilla verdedigd tegen de Chinese piraat Limahong. Verder deelde hij het Spaanse gebied in zogenaamde encomiendas in. Op 25 augustus 1575 werd hij opgevolgd door gouverneur Francisco de Sande.
Lavezaris werd door de Spaanse koning voor het leven tot master-of-camp benoemd en bovendien krijgt hij de encomiendas die zijn opvolger De Sande van hem heeft afgenomen weer terug.